# Al-Ahli Sports Club 2023-2024 (Gedda)
Questa voce raccoglie le informazioni riguardanti l''Associazione Calcio Al-Ahli nelle competizioni ufficiali della stagione sportiva 2023-2024.

## Stagione
L'Al-Ahli ingaggia il tecnico tedesco Matthias Jaissle.

## Rosa
| N. |                               | Ruolo | Calciatore           |
| -- | ----------------------------- | ----- | -------------------- |
| 1  | Arabia Saudita (bandiera)     | P     | Abdulrahman Al-Sanbi |
| 3  | Brasile (bandiera)            | D     | Roger Ibañez         |
| 6  | Arabia Saudita (bandiera)     | D     | Bassam Al-Hurayji    |
| 7  | Algeria (bandiera)            | A     | Riyad Mahrez         |
| 8  | Arabia Saudita (bandiera)     | C     | Sumayhan Al-Nabit    |
| 10 | Brasile (bandiera)            | A     | Roberto Firmino      |
| 11 | Macedonia del Nord (bandiera) | D     | Ezgjan Alioski       |
| 13 | Arabia Saudita (bandiera)     | D     | Ibrahim Al-Zubaidi   |
| 14 | Arabia Saudita (bandiera)     | C     | Abdullah Otayf       |
| 15 | Arabia Saudita (bandiera)     | D     | Abdullah Al-Ammar    |
| 16 | Senegal (bandiera)            | P     | Édouard Mendy        |
| 17 | Arabia Saudita (bandiera)     | A     | Haitham Asiri        |
| 19 | Arabia Saudita (bandiera)     | C     | Fahad Al-Rashidi     |
| 20 | Arabia Saudita (bandiera)     | A     | Firas Al-Buraikan    |
| 24 | Spagna (bandiera)             | C     | Gabri Veiga          |
| 26 | Arabia Saudita (bandiera)     | D     | Fahad Al-Hamad       |

| N. |                           | Ruolo | Calciatore          |
| -- | ------------------------- | ----- | ------------------- |
| 27 | Arabia Saudita (bandiera) | D     | Ali Majrashi        |
| 28 | Turchia (bandiera)        | D     | Merih Demiral       |
| 29 | Arabia Saudita (bandiera) | C     | Mohammed Al-Majhad  |
| 30 | Arabia Saudita (bandiera) | C     | Ziyad Al-Johani     |
| 31 | Arabia Saudita (bandiera) | D     | Saad Balobaid       |
| 37 | Arabia Saudita (bandiera) | D     | Abdulbaset Al-Hindi |
| 40 | Arabia Saudita (bandiera) | C     | Ali Al-Asmari       |
| 45 | Arabia Saudita (bandiera) | C     | Abdulkarim Darisi   |
| 46 | Arabia Saudita (bandiera) | D     | Rayane Hamidou      |
| 62 | Arabia Saudita (bandiera) | P     | Abdullah Abdoh      |
| 71 | Arabia Saudita (bandiera) | P     | Mohammed Al-Rubaie  |
| 75 | Arabia Saudita (bandiera) | D     | Abdullah Masoud     |
| 77 | Arabia Saudita (bandiera) | A     | Hassan Al-Ali       |
| 79 | Costa d'Avorio (bandiera) | C     | Franck Kessié       |
| 97 | Francia (bandiera)        | A     | Allan Saint-Maximin |

## Calciomercato

### Sessione estiva(dall'1/7 all'1/9)
| Acquisti         | Acquisti            | Acquisti        | Acquisti                     |
| R.               | Nome                | da              | Modalità                     |
| ---------------- | ------------------- | --------------- | ---------------------------- |
| P                | Édouard Mendy       | Chelsea         | definitivo (18,50 milioni €) |
| D                | Roger Ibañez        | Roma            | definitivo (30 milioni €)    |
| D                | Merih Demiral       | Atalanta        | definitivo (20 milioni €)    |
| C                | Gabri Veiga         | Celta Vigo      | definitivo (40 milioni €)    |
| C                | Franck Kessié       | Barcellona      | definitivo (12,50 milioni €) |
| A                | Roberto Firmino     | Liverpool       | gratuito                     |
| A                | Riyad Mahrez        | Manchester City | definitivo (35 milioni €)    |
| A                | Allan Saint-Maximin | Newcastle Utd   | definitivo (27,20 milioni €) |
| A                | Firas Al-Buraikan   | Al-Fateh        | definitivo (9,83 milioni €)  |
| Altre operazioni |                     |                 |                              |
| R.               | Nome                | da              | Modalità                     |

|  |

## Statistiche

### Statistiche di squadra
Statistiche aggiornate al 30 settembre 2023.
| Competizione              | Punti | In casa | In casa | In casa | In casa | In casa | In casa | In trasferta | In trasferta | In trasferta | In trasferta | In trasferta | In trasferta | Totale | Totale | Totale | Totale | Totale | Totale | DR  |
| Competizione              | Punti | G       | V       | N       | P       | Gf      | Gs      | G            | V            | N            | P            | Gf           | Gs           | G      | V      | N      | P      | Gf     | Gs     | DR  |
| ------------------------- | ----- | ------- | ------- | ------- | ------- | ------- | ------- | ------------ | ------------ | ------------ | ------------ | ------------ | ------------ | ------ | ------ | ------ | ------ | ------ | ------ | --- |
| Lega saudita              | 65    | 17      | 11      | 4       | 2       | 29      | 10      | 17           | 8            | 4            | 5            | 38           | 25           | 34     | 19     | 8      | 7      | 67     | 35     | +32 |
| Coppa del Re dei Campioni | -     | 1       | 0       | 0       | 1       | 1       | 2       | 1            | 1            | 0            | 0            | 3            | 2            | 2      | 1      | 0      | 1      | 4      | 4      | +0  |
| Totale                    | 65    | 18      | 11      | 4       | 3       | 30      | 12      | 18           | 9            | 4            | 5            | 41           | 27           | 36     | 20     | 8      | 8      | 71     | 39     | +32 |